# Герб Індонезії
Герб Індонезії є зображенням птаха гаруди золотого кольору зі щитом на грудях. Щит чотиричастинний, з малим щитом у центрі.
П'ять елементів герба символізують Панча Сила, п'ять принципів національної філософії Індонезії, тому герб також називають «Ґаруда Панчасіла». У пазурах Гаруди — стрічка з національним девізом.
Герб був розроблений Султаном Хамідом ІІ Понтіанаком і затверджений як національний 11 лютого 1950 року.